# Fußball-Amateurliga Schleswig-Holstein 1955/56
Die Amateurliga Schleswig-Holstein wurde zur Saison 1955/56 das neunte Mal ausgetragen und bildete bis zur Saison 1962/63 den Unterbau der erstklassigen Oberliga Nord. Die beiden erstplatzierten Mannschaften durften an der Aufstiegsrunde zur erstklassigen Oberliga Nord teilnehmen, die Mannschaften auf den drei Plätzen mussten in die 2. Amateurliga absteigen.

## Vereine
Im Vergleich zur Saison 1954/55 veränderte sich die Zusammensetzung der Liga folgendermaßen: Der VfR Neumünster war in die Oberliga Nord aufgestiegen, während keine Mannschaft aus Schleswig-Holstein aus der Oberliga Nord abgestiegen war. Die drei Absteiger ATSV Lübeck, FC Holstein Segeberg und FC Union Neumünster hatten die Amateurliga verlassen und wurden durch die drei Aufsteiger TSV Kücknitz, Holstein Kiel Amateure und VfL Bad Schwartau ersetzt. Die Liga wurde dadurch auf 17 Mannschaften reduziert.
| Verein                 | Stadt           | Kreis              | Qualifikation                         |
| ---------------------- | --------------- | ------------------ | ------------------------------------- |
| VfB Lübeck             | Lübeck          |                    | Meister 1954/55                       |
| Heider SV              | Heide           | Norderdithmarschen | 3. Platz 1954/55                      |
| LBV Phönix             | Lübeck          |                    | 4. Platz 1954/55                      |
| Itzehoer SV            | Itzehoe         | Steinburg          | 5. Platz 1954/55                      |
| Flensburg 08           | Flensburg       |                    | 6. Platz 1954/55                      |
| TSV Brunsbüttelkoog    | Brunsbüttelkoog | Süderdithmarschen  | 7. Platz 1954/55                      |
| FC Kilia Kiel          | Kiel            |                    | 8. Platz 1954/55                      |
| SV Friedrichsort       | Kiel            |                    | 8. Platz 1954/55                      |
| Eckernförder SV        | Eckernförde     | Eckernförde        | 10. Platz 1954/55                     |
| TSV Lägerdorf          | Lägerdorf       | Steinburg          | 11. Platz 1954/55                     |
| 1. FC Lola             | Hohenlockstedt  | Steinburg          | 12. Platz 1954/55                     |
| VfB Kiel               | Kiel            |                    | 13. Platz 1954/55                     |
| Gut-Heil Neumünster    | Neumünster      |                    | 14. Platz 1954/55                     |
| Union-Teutonia Kiel    | Kiel            |                    | 15. Platz 1954/55                     |
| TSV Kücknitz           | Lübeck          |                    | Aufsteiger aus der 2. Amateurliga Süd |
| Holstein Kiel Amateure | Kiel            |                    | Aufsteiger aus der 2. Amateurliga Ost |
| VfL Bad Schwartau      | Bad Schwartau   | Eutin              | Aufsteiger aus der 2. Amateurliga Süd |

## Saisonverlauf
Die Meisterschaft und damit die Teilnahme an der Aufstiegsrunde sicherte sich der Heider SV. Als Zweitplatzierter durfte der LBV Phönix ebenfalls teilnehmen. Heide erreichte in der Aufstiegsrunde den Aufstieg in die Oberliga Nord.

### Tabelle
| Pl. | Verein                     | Sp. | S  | U | N  | Tore    | Quote | Punkte |
| --- | -------------------------- | --- | -- | - | -- | ------- | ----- | ------ |
| 1.  | Heider SV                  | 32  | 24 | 4 | 4  | 095:230 | 4,13  | 52:12  |
| 2.  | LBV Phönix                 | 32  | 21 | 4 | 7  | 073:380 | 1,92  | 46:18  |
| 3.  | Itzehoer SV                | 32  | 20 | 5 | 7  | 099:540 | 1,83  | 45:19  |
| 4.  | VfB Lübeck (M)             | 32  | 20 | 5 | 7  | 081:390 | 2,08  | 45:19  |
| 5.  | Flensburg 08               | 32  | 15 | 8 | 9  | 073:500 | 1,46  | 38:26  |
| 6.  | Gut-Heil Neumünster        | 32  | 15 | 7 | 10 | 067:630 | 1,06  | 37:27  |
| 7.  | TSV Kücknitz (N)           | 32  | 15 | 4 | 13 | 053:650 | 0,82  | 34:30  |
| 8.  | TSV Lägerdorf              | 32  | 12 | 7 | 13 | 074:680 | 1,09  | 31:33  |
| 9.  | SV Friedrichsort           | 32  | 13 | 3 | 16 | 062:640 | 0,97  | 29:35  |
| 10. | VfL Bad Schwartau (N)      | 32  | 10 | 8 | 14 | 049:470 | 1,04  | 28:36  |
| 11. | VfB Kiel                   | 32  | 10 | 7 | 15 | 055:790 | 0,70  | 27:37  |
| 12. | FC Kilia Kiel              | 32  | 10 | 7 | 15 | 049:720 | 0,68  | 27:37  |
| 13. | Holstein Kiel Amateure (N) | 32  | 9  | 6 | 17 | 045:640 | 0,70  | 24:40  |
| 14. | TSV Brunsbüttelkoog        | 32  | 9  | 6 | 17 | 053:850 | 0,62  | 24:40  |
| 15. | Union-Teutonia Kiel        | 32  | 8  | 7 | 17 | 045:660 | 0,68  | 23:41  |
| 16. | Eckernförder SV            | 32  | 6  | 6 | 20 | 037:750 | 0,49  | 18:46  |
| 17. | 1. FC Lola                 | 32  | 6  | 4 | 22 | 040:109 | 0,37  | 16:48  |

| (M) | Meister der Amateurliga Schleswig-Holstein 1954/55       |
| (A) | Absteiger aus der Oberliga Nord 1954/55                  |
| (N) | Aufsteiger in die Amateurliga Schleswig-Holstein 1955/56 |

## Aufstiegsrunde zur Amateurliga Schleswig-Holstein 1956/57
An der Aufstiegsrunde nahmen die Meister der sechs Staffeln der 2. Amateurliga teil.
| Pl. | Verein                                              | Sp. | S | U | N | Tore    | Punkte |
| --- | --------------------------------------------------- | --- | - | - | - | ------- | ------ |
| 1.  | ATSV Lübeck (2. Amateurliga Süd, Staffel Süd)       | 5   | 3 | 2 | 0 | 011:700 | 08:20  |
| 2.  | SC Comet Kiel (2. Amateurliga Ost, Fördestaffel)    | 5   | 3 | 1 | 1 | 011:700 | 07:30  |
| 3.  | TSV Siems (2. Amateurliga Süd, Staffel Süd)         | 5   | 2 | 2 | 1 | 015:900 | 06:40  |
| 4.  | Schleswig 06 (2. Amateurliga Nord)                  | 5   | 1 | 1 | 3 | 013:160 | 03:70  |
| 5.  | MTSV Hohenwestedt (2. Amateurliga West)             | 5   | 1 | 1 | 3 | 014:200 | 03:70  |
| 6.  | Büdelsdorfer TSV (2. Amateurliga Ost, Eiderstaffel) | 5   | 1 | 1 | 3 | 006:110 | 03:70  |